# Oliver Lake
Oliver Lake (Marianna vagy Marianna, 1942. szeptember 14. –) Grammy-díjas amerikai szaxofonos, fuvolás, zeneszerző, költő.

## Pályakép
Lake New Orleansban nőtt fel. EleintE dobolt, 18 évesen szaxofonra váltott. 1968-ban a Lincoln Egyetemen szerzett diplomát. Az 1960-as évek végétől a hetvenes évek elejéig a St. Louis-i Black Artists Groupban zenélt.
1972-1974 között Párizsban élt. 1975-ben New Yorkba ment, ahol 1976-ban Julius Hemphillel, Hamiet Bluiettel és David Murray-vel létrehozta a World Saxophone Quartetet. Dolgozott Michael Gregory Jacksonnal is.
1981-ben megalakította a Jump Up nevű jazz funk reggae zenekart, amellyel az Egyesült Államokban, Európában és Afrikában turnézott. Az 1990-es években Donal Fox és Borah Bergman zongoristával készített albumot.
Fellépett Björkkel, Lou Reeddel, Abbey Lincoln dzsesszénekesnővel, a New York-i String Trióval, a A Tribe Called Quest|Tribe Called Questtel]], Meshell Ndegeocelloval...
Dennis González Idle Wild (2005) és Dance of the Evil Toys (Clean Feed, 2022) albumán is hallható volt.
komponált is, például a Brooklyn Philharmonic Orchestra és az Arditti Vonósnégyes megbízásából modern klasszikus zenét. Műveit a Wheeling Symphony Orchestra, a San Francisco Contemporary Players, a New York New Music Ensemble és a Pulse Percussion Ensemble of New York adta elő.
Az 1990-es évek közepén Lake írta a Matador Of 1st & 1st című szólódarabot. Az OGJB Quartettel (Graham Haynes, Joe Fonda, Barry Altschul) kiadta az Ode to O című albumot (2022).
Fiatal kora óta fest. Gene Lake dobos a fia.

## Albumok
(válogatás:)
- 1971: Oliver Lake, NTU: The Point From Which Freedom Begins
- 1973: Black Artists Group, In Paris Aries
- 1975: Oliver Lake, Heavy Spirits
- 1986: World Saxophone Quartet Plays Duke Ellington
- 1992: Trio 3 (Oliver Lake/Reggie Workman/Andrew Cyrille), Live
- 1996: Oliver Lake, Movement, Turns & Switches
- 2003: Oliver Lake Big Band, Cloth

### Björk
- Debut (One Little Indian, 1993)
- Celebrating Wood and Metal (MTV, 1997)
- Surrounded (One Little Indian, 2006)

### Trio 3
- Live in Willisau (Dizim, 1997)
- Encounter (Passin' Thru, 2000)
- Open Ideas (Palmetto, 2002)
- Time Being (Intakt, 2006)
- Wha's Nine: Live at the Sunset (Marge, 2008)
- Berne Concert (Intakt, 2009)
- At This Time (Intakt, 2009)
- Celebrating Mary Lou Williams–Live at Birdland New York (Intakt, 2011)
- Refraction – Breakin' Glass (Intakt, 2013)
- Wiring (Intakt, 2014)
- Visiting Texture (Intakt, 2017)

## Filmek
- 1987: szerepelt Bennie Wallace The Art of the Saxophone című filmjében.
- 2005: The Spirit Music Jamia: Dance of the Infidel.

## Díjak
- 1993: Guggenheim-ösztöndíj
- 2005: Grammy-díj
- 2006: Mellon Jazz Living Legacy Award
- 2014: Doris Duke Performing Artist Award

## Fordítás
Ez a szócikk részben vagy egészben  az   Oliver Lake című német Wikipédia-szócikk ezen változatának fordításán alapul.  Az eredeti cikk szerkesztőit annak laptörténete sorolja fel. Ez a jelzés csupán a megfogalmazás eredetét és a szerzői jogokat jelzi, nem szolgál a cikkben szereplő információk forrásmegjelöléseként.